# John Blaha
John Elmer Blaha (San Antonio, 26 de agosto de 1942) é um astronauta norte-americano.
Formado pela Academia da Força Aérea dos Estados Unidos em 1965 e pela Universidade Purdue em 1966, foi qualificado como piloto em 1967 e serviu na Guerra do Vietnã, participando de 361 missões de combate em diversos tipos de jatos. Depois da guerra foi piloto de testes na Base Aérea de Edwards e da Real Força Aérea do Reino Unido, onde ficou baseado por três anos.

## NASA
Blaha foi selecionado como astronauta em maio de 1980 e participou de cinco missões espaciais, num total de 161 dias em órbita. Foi o piloto de suas duas primeiras missões, a STS-29 do Discovery em março de 1989 e a STS-33, também na Discovery, em novembro do mesmo ano. Depois, como comandante, voou nas missões STS-43 do Atlantis em agosto de 1991 e STS-58 Columbia em outubro de 1993. 
Sua mais longa estadia no espaço aconteceu em 1996, quando foi ao espaço em setembro para fazer parte de tripulação rotativa permanente da estação russa Mir, para onde foi lançado em setembro com a tripulação da STS-79 no Atlantis, depois de um ano de treinamento na Cidade das Estrelas, na Rússia, no Centro de Treinamento de Cosmonautas Yuri Gagarin, onde aprendeu o russo e familiarizou-se com o funcionamento das naves russas.
Na Mir, como engenheiro de bordo, ele realizou pesquisas científicas diversas com os outros componentes russos da tripulação durante quatro meses. Voltou à terra em janeiro de 1997 com a tripulação da STS-81 no Atlantis.